# Crotonato de propila
Crotonato de propila ou 2-butenoato de propila é o composto orgânico de fórmula C7H12O2, éster do ácido 2-butenoico do 1-propanol. Possui massa molecular de 128,17. É classificado com o número CAS 10352-87-1.